# 쑤차오후이
쑤차오후이(중국어 정체자: 蘇巧慧, 병음: Sū Qiâohùi, 백화자: Soo Khá-huī, 한자음: 소교혜, 1976년 4월 5일 ~ )는 타이완의 정치인, 제9~11대 입법위원이다. 